# Episodi di Metropolitan Police (prima stagione)
La prima stagione della serie televisiva Metropolitan Police è stata trasmessa in anteprima nel Regno Unito dalla Independent Television tra il 16 ottobre 1984 e il 22 gennaio 1985.
| nº | Titolo originale                    | Titolo italiano | Prima TV UK      | Prima TV Italia |
| -- | ----------------------------------- | --------------- | ---------------- | --------------- |
| 1  | Funny Ol' Business - Cops & Robbers |                 | 16 ottobre 1984  |                 |
| 2  | A Friend in Need                    |                 | 23 ottobre 1984  |                 |
| 3  | Clutching at Straws                 |                 | 30 ottobre 1984  |                 |
| 4  | Long Odds                           |                 | 6 novembre 1984  |                 |
| 5  | It's Not Such a Bad Job After All   |                 | 13 novembre 1984 |                 |
| 6  | The Drugs Raid                      |                 | 20 novembre 1984 |                 |
| 7  | A Dangerous Breed                   |                 | 27 novembre 1984 |                 |
| 8  | Rough in the Afternoon              |                 | 4 dicembre 1984  |                 |
| 9  | Burning the Books                   |                 | 8 gennaio 1985   |                 |
| 10 | Death of a Cracksman                |                 | 15 gennaio 1985  |                 |
| 11 | The Sweet Smell of Failure          |                 | 22 gennaio 1985  |                 |